# Roslagens västra pastorat
Roslagens västra pastorat är ett av de två pastoraten som bildades efter pastoratsreformen i Roslagen den 1 januari 2018. Det andra är Roslagens östra pastorat. Beslutet togs av den dåvarande stiftsstyrelsen den 10 december 2015.  
Pastoratet ingår i Upplands södra kontrakt och har pastoratskod 010808.
I pastoratet uppgick följande pastorat:
- Rimbo pastorat
- Söderbykarls pastorat (del av)
- Häverö-Edebo-Singö pastorat (del av)

Pastoratet består av församlingarna:
- Rimbo församling
- Fasterna församling
- Husby, Skederid och Rö församling
- Närtuna församling
- Gottröra församling
- Edsbro-Ununge församling
- Häverö-Edebo församling

## Kyrkovalet 2021

### Valresultat i kyrkofullmäktigevalet 2021
| Nomineringsgrupp | Nomineringsgrupp                                           | Röstfördelning | Röstfördelning | Röstfördelning | Mandatfördelning | Mandatfördelning |
| Nomineringsgrupp | Nomineringsgrupp                                           | Antal          | %              | +/−            | Antal            | +/−              |
| ---------------- | ---------------------------------------------------------- | -------------- | -------------- | -------------- | ---------------- | ---------------- |
|                  | Arbetarepartiet-Socialdemokraterna                         | 498            | 32,05          | +6,76          | 8                | +2               |
|                  | Borgerligt alternativ                                      | 186            | 11,94          | -2,92          | 3                | -1               |
|                  | Centerpartiet                                              | 232            | 14,93          | +1,06          | 4                | +/-0             |
|                  | Din församlings framtid i Roslagens västra pastorat        | 72             | 4,63           | -0,50          | 1                | +/-0             |
|                  | Edsbro-Ununge församlingslista i Roslagens västra pastorat | 103            | 6,63           | -1,35          | 2                | +/-0             |
|                  | Kyrklig samverkan i Roslagens västra pastorat              | 108            | 6,95           | -4,01          | 2                | -1               |
|                  | Sverigedemokraterna                                        | 289            | 18,60          | +5,26          | 4                | +1               |
|                  | Välkomnande folkkyrka i Roslagens västra pastorat          | 66             | 4,25           | -4,32          | 1                | -1               |
|                  | Totalt                                                     | 1554           | 100,00         | +/-0           | 25               | +/-0             |

| 6 | 4 | 4 |  | 2 | 3 | 2 | 3 |

| 8 | 3 | 4 |  | 2 | 2 |  | 4 |